# State of Franklin
State of Franklin er navnet på et område i det nuværende Tennessee, som i slutningen af 1700-tallet løsrev sig og forsøgte at etablere sig som en selvstændig stat. Staten eksisterede kun i fire år og blev aldrig accepteret som medlem af unionen (USA). Området dækkede det østligste område i det nuværende Tennessee, fra grænsen til North Carolina til omkring byen Knoxville.
I 1784 var den østlige del af det område, der i dag udgør staten Tennessee, et territorium som blev kontrolleret af North Carolina. Imidlertid skyldte North Carolina unionen et større beløb efter revolutionen. Man besluttede sig derfor for at afstå dette vestlige territorium. Kort tid efter trak man imidlertid tilbuddet tilbage, da man frygtede at unionsregeringen ikke ville bruge området som afdrag på statens gæld. Dog havde man "glemt" at spørge indbyggerne i området, og i august 1784 mødtes repræsentanter for de tre North Carolina counties, Sullivan, Washington og Greene, i byen Jonesboro (nær den nuværende Johnson City), og her etablerede de en ny selvstændig stat med egen forfatning, som stort set var kopieret efter North Carolinas forfatning med enkelte ændringer. Davidson County var også med i området, men sendte ingen repræsentanter til mødet i Jonesboro. Der blev foreslået flere navne til den nye stat, fx Frankland (der skulle forstås som "de fries land"), men man endte med at enes om navnet State of Franklin, og John Sevier blev valgt til guvernør. I 1785 mødtes den lovgivende forsamling for første gang.
Imidlertid ønskede North Carolina ikke at opgive territoriet, så fra denne stats side forsøgte man at lægge hindringer i vejen for oprettelsen af den nye stat. John Sevier og flere andre blev anklaget for højforræderi, men i 1788 benådede North Carolina statens ledere, mod at man opgav selvstændigheden og igen blev en del af North Carolina. Sevier blev "taget til nåde" og blev indvalgt i North Carolinas senat.
I 1789 fraskrev North Carolina sig igen retten til området, som blev et territorium under USA's regering under navnet Southwest Territory. I 1796 fik hele området statsrettigheder under navnet Tennessee, og John Sevier blev valgt til Tennessees første guvernør. Sevier huskes stadig gennem byen Sevierville, nær Knoxville, hvor blandt andre countrystjernen Dolly Parton er født.
36°10′00″N 82°49′00″V / 36.1667°N 82.8167°V